# Каращук Віталій Власович
Віта́лій Вла́сович Каращу́к (нар. 2 червня 1946 — 19 лютого 2013) — український піаніст і педагог. У 1982—1991 роках — директор Київського музичного училища імені Р. Глієра.

## Життєпис
Закінчив Дніпропетровське музичне училище ім. М. Глінки і Київську консерваторію ім. П. Чайковського (1966—1971).
21 квітня 1982 року наказом Головного управління культури Київського міськвиконкому був призначений директором Київського музичного училища імені Р. Глієра, в якому за роки роботи до листопада 1991 року багато зробив для створення експериментальної бази нових технологій із залученням технічних засобів навчання у навчальному процесі.
Очолював також методичний кабінет навчальних закладів культури і мистецтв, працював на посадах державної служби в Міністерстві культури України.

## Родина
Син Андрій — кларнетист, онук Влад Каращук (сценічне ім'я LAUD) — український співак та композитор, автор пісень, фіналіст проекту «Голос країни — 6».